# ナラタージュ
『ナラタージュ』は、島本理生による日本の恋愛小説。2017年秋、映画作品が公開された。

## 概要
島本にとって初めて文芸誌などでの発表を介さない書き下ろしの作品発表（単行本発行）であった。2005年2月28日に単行本が発行されると、「この恋愛小説がすごい! 2006年版」（宝島社）第1位「本の雑誌が選ぶ上半期ベスト10」で第1位、2006年の本屋大賞で第6位に選出されるなど注目を集めた。
第十八回山本周五郎賞候補。2016年7月時点で累計40万部のセールスを記録しており、島本が個人のTwitterでファンに好きな作品をアンケートした所、ダントツの1位となるなど名実ともに島本を代表する作品として知られている。

## 執筆
2005年当時『ViVi』に連載されていた島本のエッセイによると、原稿用紙換算で700枚強になる長編に仕上がり読者か最後まで読んでくれるかたいそう不安だったと語っている。同エッセイが『CHICAライフ』として単行本化された際の書き下ろし部分では、この作品の執筆当時は大学に通っていたが、執筆に入れ込み、時間を執筆のために費やして、その後も仕事を優先したため、大学を4年で卒業できる見込みがなくなったため大学を中退したと語っている。
島本は2006年の『WEB本の雑誌』のインタビューで本作のタイトルの由来、本作が回想劇であることについては「主人公は今を生きているけれど、同時に、過ぎた過去をいつも現在に重ねているところがある。そのときにちょうど映画用語でナラタージュという言葉を見つけて」とのことで、この言葉と意味が作品名と物語の描き方にほぼそのまま取り入れられたと回答している。
また、2015年の『本の話WEB』のインタビューでは「（本作）1年くらいかけて書きました」と答えてそれまでの自身の作品のとは異なる長い時間をかけて執筆したと話しており、また「本当に恋愛小説のつもりで書きました」と回答し、自身の作品で初めてストレートな恋愛小説を書いたとも話している。
2007年に『野性時代』で島本の特集記事が企画され刊行済み（2007年時点での単行本上梓分）の自書を解説をした際には「2人の出会い、雨の日の廊下ですれ違う、という場面を思った時、単純だけどじゃあ先生だろう、と」と思い、まず先生と生徒の恋愛物語というプロットが決まったと話している。また作中の柚子の設定については「柚子ちゃんの悲しい事件は、当初から決めていました。（中略）あのエピソードだけは書き残した感があり、次回作以降の重要なテーマとなっていきます」と記し、島本の以降の作品（『大きな熊が来る前に、おやすみ。』など）で性と暴力というテーマに取りかかって行くひとつのきっかけになったとも発言している。
2010年に文芸誌『文藝』にて島本の特集記事が企画された際に収録されたインタビューでは、「（『生まれる森』が）芥川賞をとれなくて、『私ももっとちゃんと腰を据えて書かなければ』と思い取り組んだ作品（が本作）」と答えている。また、原稿の枚数については特に規定はなく、前半の300枚ほど書き上げた段階で島本の方から「これまだ全然終わりません」と担当編集者に告げた所、「好きなだけ書いてください」と回答されたとのことで、最終的に原稿量換算で740枚ほど書き提出したとのこと。そして「本作を書いていったん空っぽになってしまった」とのことで、しばらくは次の作品に取り組むことができなかったという。なお余談であるが本作の執筆に集中し過ぎて腱鞘炎になったとも話している。
また、山本周五郎賞の候補になったことについては内心「今回はいけるかも」と思い自信があったそうであるが（後述の#評価の項で引用した選評文なども参照されたいが）落選し、その各委員の選評文を読み「大衆小説（エンターテイメント小説）として求められるものがこれまで（純文学）とはまったく異なるということに気づいた」と語っており、以降の作品執筆に（特にエンターテイメント小説を執筆していくことに）向けて「修行をしなきゃ」と思ったとのことである。

## あらすじ
主人公工藤泉は、職場で出会った男性との結婚を控えていたが、彼女の心の中には今でもとある恋の思い出が残っていた。そんな彼女を丸ごと受け入れてくれた婚約者と新居を見に行った帰り道、一人の男性と過ごした学生時代を回想する。
大学二年生となった泉の元に、高校時代の部活の顧問である葉山貴司から突然電話がかかってきた。葉山の話によると、演劇部の部員が減少して公演を行うことが難しくなってしまったため、三年生の引退公演を手伝ってくれそうなOB（OG）を探しており、思い当たる面々に連絡してみたのだという。後日、泉と、高校の同級生の黒川博文と山田志緒、そして黒川の大学の友人である小野玲二が協力することになった。週に一度、高校で稽古をすることが決まり、泉は再び葉山と関われる喜びに戸惑いながらも次第に距離を詰めていく。
泉は高校三年生の時クラスメイトから陰湿ないじめを受けており、唯一庇ってくれた葉山は恩師であり、同時に強く心惹かれた男性でもあった。新任教師だった葉山は学校に居場所のない泉を心配し自身が顧問を務める演劇部に誘っており、本やDVDを貸し借りするなどかなり打ち解けていた。彼は以前結婚しており、自身の母親と元妻の関係悪化が原因で離婚していた。彼にとっても泉の存在は心の拠り所で、卒業式の日にキスをするがその後音沙汰は無く、交際に発展することはなかった。
稽古が進んだある日、泉は小野から交際を申し込まれるが、未だに葉山への想いを断ち切れていないことに気づき、告白を断る。不完全燃焼だった高校時代の気持ちに火がつき葉山への想いは深まっていくが、彼は妻とは離婚しておらず長らく別居中で、籍を入れたままにしていることを知り激しいショックを受けオーバードースをしてしまう。心と身体のバランスを崩した泉は、葉山との接触を断つ。
演劇部の公演を終えた後、泉は小野から実家に来ないかと誘われ、田舎で久しぶりに心休まるひと時を過ごす。別れ際にあらためて交際を申し込まれ、安らぎと安心を与えてくれる小野に惹かれていた泉は彼からの告白を受け入れた。周りから見ても兄妹のように雰囲気の似ている二人の交際は順調に進み、高校時代から葉山への想いに気づいていた志緒からも祝福される。
しかし、泉の気持ちを知りつつ交際を申し込んだ小野だったが次第に葉山への嫉妬が抑えられなくなり、泉の手帳を盗み見するなど葉山との仲を疑うようになる。そして二人の関係は、小野による強引な性交渉の強要により徐々に破綻していく。そんな中、演劇部の後輩である塚本柚子が歩道橋から飛び降り自殺を図ったとの連絡が来る。すぐさま泉は小野と共に病院に駆けつけるが、葉山と鉢合わせしてしまい気まずい空気が流れる。病院を後にした後、泉は小野に別れを切り出す。別れを了承しようとしない彼からは激しく責められるが、泉の心は決まっていた。
小野と別れた泉は葉山の元に戻り、柚子の自殺を止められなかったと苦しむ彼に寄り添う。葉山は、泉のことを大事に思っており好きだと告白するも、別居中だった妻とやり直すことに決めたと話す。葉山の告白を受けた泉は、最後に彼と極限まで愛し合うも心の奥底で違和感を感じ、私を壊せないのなら二度と姿を見せずどこか遠くで幸せになってほしいと懇願する。葉山は泉の気持ちを受け入れ、お互い全く知らない場所で幸せになることを約束して別れた。
大学卒業後、会社に就職した泉は仕事を通じて葉山の友人に出会う。彼は泉の顔に見覚えがあると言い、数年前に葉山が語ったある想いを伝える。

## 登場人物
工藤 泉（くどう いずみ）
国文学を専攻する大学二年生。両親は仕事でドイツのベルリンに滞在中のため一人暮らし。高校三年の時から葉山に想いを抱いており、彼の影響で映画（特に古い外国作品）が好きになる。葉山から卒業式の日にキスをされるがその後一度も会うことはなかった。大学二年の春、演劇部の引退公演の手伝いをきっかけに止まっていた葉山との関係が動き出す。葉山から嘘をつかれていたことを知り、絶望のあまり鎮静剤を大量に飲み心身共に崩れてしまう。公演後に再び告白してくれた小野と交際するも、彼は葉山への嫉妬心から泉を束縛したり、体の関係を強要するようになり半ば強引に別れる。その後は葉山の元に戻り、互いに強く求め合い深く愛し合おうとするが、彼は妻とやり直すことを決めており自ら関係の終結を提案した。それ以来葉山と会うことはなく、大学卒業後に就職した会社で出会った男性と結婚を決める。
葉山 貴司（はやま たかし）
泉が通っていた高校の教師。演劇部の顧問をしている。三十二歳だが年齢より若く見える。母子家庭育ち。泉が高校三年の時に世界史の教師として赴任して来た。泉の担任ではなかったがクラスで孤立していた泉を気にかけており、演劇部にも誘っていた。妻とは別居中で、嫁姑の関係が上手く行かず精神に異常をきたし放火事件を起こしてしまったことが原因。泉には別れたと話していたが実際は籍を抜いておらず、部屋には妻との写真や私物が残っていた。夫婦関係をやり直すことも別れることもできないまま苦しんでいたが生徒であった泉の存在に救われ、お互い依存するようになっていた。泉と曖昧な関係を続けていたが、物語終盤で別居中の妻とやり直すこと、他の学校に異動することを決める。
黒川 博文（くろかわ ひろふみ）
英文科に通う大学生。泉の高校時代の同級生。アメリカへの語学留学を決めていて、交際している志緒との関係にも少なからず影響が出ている。
山田 志緒（やまだ しお）
心理学を学ぶ女子大生。泉の高校時代の同級生で、黒川と交際している。美人だが気が強く、誰に対してもはっきり言う性格のため演劇部で揉めたことも多々あった。泉の気持ちにも気づいていたがあえて黙っていた。泉の良き相談相手。
小野 玲二（おの れいじ）
理系（生物系）の学部に通う大学生で、黒川の友人。長野県出身。大学の演劇サークルに所属していたが、先輩の彼女に惚れられて付きまとわれるようになったことから嫌気がさし、サークルを辞め演劇から離れていた。泉に交際を申し込み一度は断られたが、葉山との関係を断ち切ろうとしていた際に再び告白し、交際することになった。しかし不安と嫉妬心から泉と葉山の関係を疑い、泉の心を考慮しない肉体関係を強要するようになる。柚子が病院に搬送された際に葉山と顔を会わせ、泉を独占したいという気持ちを押さえ切れなくなった末、泉と口論になり破局する。高校時代はブラスバンド部でトロンボーンを担当していて、新旧洋邦問わず音楽への造形が深い。
塚本 柚子（つかもと ゆずこ）
演劇部所属の高校三年生。絵を書くことが得意で、学校に張り出す公演告知ポスターを描いている。母子家庭育ち。可愛らしい顔立ちだが、久しぶりに会った泉がすぐ気づくほどやせ細っており、葉山からも進路が定まらないことやや欠席や早退が増えていることを心配されていた。母とケンカして家出騒ぎを起こす。演劇部を引退後、新堂宛てに去年の冬自分の身に起こった事件と彼への告白を綴った手紙を送った後、歩道橋の上から飛び降り自殺を図った。
新堂 慶（しんどう けい）
演劇部所属の高校三年生。柚子とは親しかったが、恋愛関係ではない。彼女の異変に気づかず最悪の結末を迎えてしまったため、救えなかった罪悪感と後悔から大学進学後ほどなくして行方をくらます。
金田 伊織（かねだ いおり）
演劇部所属の高校三年生。老け顔で、初対面の小野からは教師だと思われていた。

## 作中に登場する文化など

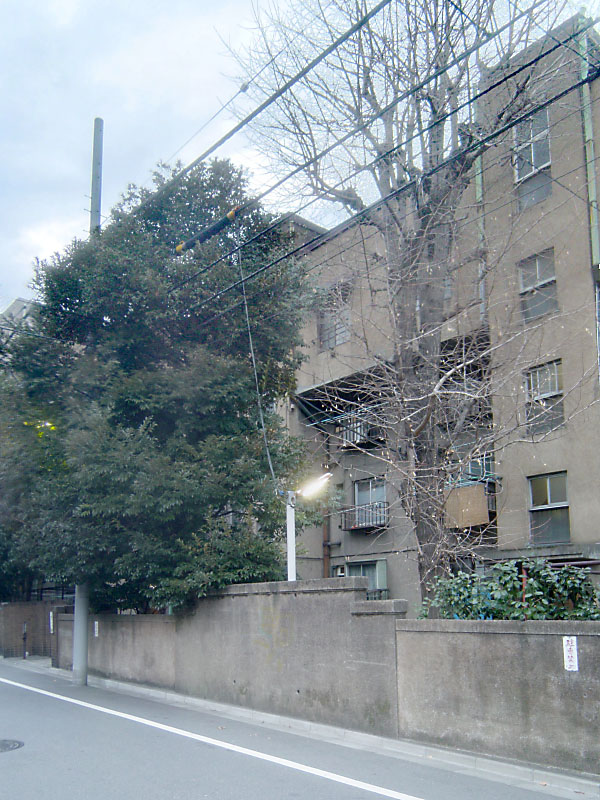
作中で泉と葉山が訪れる上野下アパートメント（2006年1月撮影）

ドイツ
仕事の都合で泉の両親が滞在中。泉は大学の夏休みを利用して両親に会いに行きドイツの文化などに触れる。
演劇
葉山の頼みを受け、泉たちは高校の演劇部の公演を手伝うこととなる。演じた宴目は『お勝手の姫』。
同潤会アパート
泉が高校生時代に葉山から話を聞いていた。再会後、葉山の別れていない妻の存在を知り、葉山への想いが揺らぎ始めた泉が希望し葉山と共にアパートを目指し稲荷町の駅に降り立つ。
茗荷谷
古い建築物が好きな葉山がよく訪れる場所。
懐中時計
葉山が泉に譲り渡した物。これを泉が持っていたことによりある場面で泉は葉山の過去を知る人物に話しかけられることとなる。
映画
葉山の勧めにより泉は映画を見ることが好きになるという設定から、以下のように作中には多数の映画作品が登場する。
エル・スール
葉山の好きな映画。泉は葉山から借りたこの映画のDVDを返しそびれていた。泉と葉山が深く愛し合った後にこの映画を見て泉は最終的な決断の時を迎える。
真夜中のカーボーイ
演劇の最初練習の後、葉山が泉に話をした際に会話に登場する映画。
ミツバチのささやき
泉の好きな映画。
ダンサー・イン・ザ・ダーク
葉山の別居中の妻の好みの映画。この映画のDVDが葉山の家にあり、その存在から泉は葉山が離婚していない事実を知る。
アンダーグラウンド
泉がドイツから帰国後、小野とベルリンの情景について話をした際に話題に持ち出した映画。
僕の村は戦場だった
泉が小野の部屋で初めて一夜を明かす際にテレビで放送されていた映画。
存在の耐えられない軽さ
泉が小野との交際に迷いを生じ始めた時に見た映画。
松本市とその周辺
小野の実家がある。泉たち大学生組が演劇の練習（合宿）のため訪れたほか、泉と小野が交際してからも泉と小野の2人で再び実家を訪れている。
音楽
小野が高校生時代ブラスバンド部に所属していたことにより音楽への造形が深いという設定から、以下のように作中には多数のアーティストや楽曲が登場する。
ネイティブ・サン
泉たちが初めて小野の家に訪れた時に小野がかけたアーティスト。かけた曲は『スーパーサファリ』であるが、小野にとっては昔の彼女を連想させる曲である。
EGO-WRAPPIN'
泉が1人で小野の家を訪れた際にかかっていたアーティスト。かかっていたアルバムは『Night Food』。小野はボーカルの声が好きだと述べる。
Time After Time
シンディ・ローパーの楽曲。泉が小野に借りたMDの中に録音されていた1曲。
レディオヘッド
松本市に向かうバスの中で泉が聴いていたMDに入っていたアーティストのひとつ。
Over the Rainbow
泉が葉山と待ち合わせをしていた時にかかっていた曲、泉はこの曲を小野の部屋で聞いたと素直にしゃべったため不穏な空気が流れかける。
レディ・ラック
ロッド・スチュワートの楽曲。泉が小野と交際を始めてまもなくこの曲が収録されたCDを譲り受ける。

## 評価
第18回（平成16年/2004年度）山本周五郎賞の選評で以下のような評価を受けた。以下は『小説新潮』掲載の選評からの引用である。
浅田次郎
これほど肉体の感覚を鮮かに文章化する技術を持った作家は珍しく、読みながら思わず溜息をつくことしきりであった。惜しむらくは、メロドラマふうの展開と速度。
北村薫
「この作品には、比喩があったのかな」と思い、不思議な気持ちになった。見返すと、勿論ある。しかし、どれもが自然で巧んだところがない。しかし今回は、候補作の一方に、読ませるということに関して職人芸を見せる作があった。
小池真理子
もしも後半、200ページ目あたりからの部分のみ、候補作として読んでいたとしたら、間違いなく、私はこの作品を推していただろう、と思われる。（中略）作中、演劇というとても面白い素材を利用しながら、そのせっかくの仕掛けを使いこなせないままに終わってしまったのも残念であった。
重松清
まだ若い作者の繊細な描写や文章表現に幾度となく舌を巻きながらも、僕にはこの物語が回想形式でなければならなかった理由が最後まで読み取れなかった。（中略）じつを言えば、僕が感じた本作の最大の魅力はそんな〈私〉の揺れ動くさまのせつなさで、だとすれば、作者はなぜリアルタイムの物語として描かなかったのだろう。
篠田節子
あまりの視野狭窄ぶりと、内輪話の世界に辟易としながら読んだ。都合の良い設定と物語展開が多すぎ、作品から普遍性と緊張感を奪っている。しかしそれはあくまで個人的趣味の範疇の話だ。小説的な質の高さを感じさせる部分がいくつかあったために、私は受賞作「明日の記憶」と同点をつけた。

## 書籍情報
- 単行本 2005年2月28日 角川書店 ISBN 978-4048735902
- 文庫本 2008年2月25日 角川文庫 ISBN 978-4043885015

## 映画
行定勲が監督を勤める映画作品が2017年10月7日に公開された。主演は、松本潤と有村架純。制作の背景には、監督の行定勲の念願がかない制作が決定したとのことである。全国289スクリーンで公開され、映画の興行収入は12億8000万円を記録。

### 制作
原作出版からほどなくの頃より監督の行定勲は映画化の構想を練っていたというが、原作者である島本の「映画化はすごくしてほしかったけれど、ベストな形がいいので無理に決めなくていいと思っていた」という意見と、葉山貴司のイメージに合う俳優がなかなか見つからなかったことが背景にあり、映画化は難航していた。しかし、ある時プロデューサーを勤める小川真司が行定に「葉山役に松本潤はどうか？」と提案したことから行定は松本を葉山役にすることを検討し、長年の懸念材料だった葉山役に収まる人物が決まり話が進んで行ったとのこと。
行定と松本潤が『ぴあ』の増刊号で対談した際には、行定は葉山と泉の「どうしようもなく断ち切れない関係」に成瀬巳喜男の『浮雲』とのつながりを感じたとも述べている、なお『浮雲』は本作（映画版）の中にも登場する。
2017年の『小説 野性時代』に掲載の松本潤と島本の対談において松本は、葉山という人物を演じるにあたり「『（ヒロインである）泉の回想の物語』だと解釈していた」、「泉にとってどう見えているかが大切だと思っていました」と答え、あくまでも泉の視線から葉山という人物がどう見えているかが重要である事を意識して葉山役を演じたと回答している。

### キャスト
- 葉山貴司 - 松本潤
- 工藤泉 - 有村架純
- 小野玲二 - 坂口健太郎
- 山田志緒 - 大西礼芳
- 黒川博文 - 古舘佑太郎
- 塚本柚子 - 神岡実希
- 金田伊織 - 駒木根隆介
- 新堂慶 - 金子大地
- 葉山美雪 - 市川実日子
- 宮沢慶太 - 瀬戸康史
- 大鷹明良、堀ちえみ、武発史郎、三浦誠己、西牟田恵、伊藤沙莉、小松もか、山内優花、ぶらっくすわん ほか

### スタッフ
- 原作 - 島本理生「ナラタージュ」（角川文庫刊）
- 監督 - 行定勲[44]
- 脚本 - 堀泉杏
- 音楽 - めいなCo.
- 製作 - 佐野真之、市川南、藤島ジュリーK.、堀内大示、弓矢政法、倉田奏補、髙橋誠、荒波修、古賀俊輔、吉川英作、小川真司
- エグゼクティブ・プロデューサー - 豊島雅郎、上田太地
- プロデューサー - 小川真司、古賀俊輔
- 撮影 - 福本淳
- 照明 - 市川徳充
- 編集 - 今井剛
- 衣装デザイン - 伊藤佐智子
- 美術 - 相馬直樹
- 装飾 - 田中宏
- 録音 - 伊藤裕規
- 助監督 - 増田伸弥
- VFXスーパーバイザー - 進威志
- 音響効果 - 岡瀬晶彦
- 演劇監修 - 島田雅之
- 劇中劇 - 「夏の夜の夢」（翻訳：松岡和子）
- 取材協力 - 千葉県立松戸高等学校、千葉県立松戸馬橋高等学校、東京都立飛鳥高等学校、東京都立大泉桜高等学校、獨協高等学校、富山県立富山東高等学校、下地一彰（順天堂大学）
- ロケ協力 - 富山県、富山市、高岡市、氷見市、富山県ロケーションオフィス、富山フィルムコミッション、高岡フィルムコミッション、高岡市観光協会、富山県立伏木高等学校、富山県立となみ野高等学校 ほか
- 企画協力 - KADOKAWA
- 企画 - セカンドサイト、ブリッジヘッド
- 配給 - 東宝、アスミック・エース
- 制作プロダクション - 東映東京撮影所
- 制作協力 - ザフール
- 製作 - 「ナラタージュ」製作委員会（アスミック・エース、東宝、ジェイ・ストーム、KADOKAWA、ジェイアール東日本企画、セカンドサイト、KDDI、GYAO、ザフール、日本出版販売、ブリッジヘッド）

### 関連商品
DVD/Blu-ray
- ナラタージュ DVD 豪華版（2018年5月9日発売/東宝）
- ナラタージュ DVD 通常版（2018年5月9日発売/東宝）
- ナラタージュ Blu-ray 豪華版（2018年5月9日発売/東宝）

### 主題歌
- adieu[注釈 2]「ナラタージュ」（ソニー・ミュージックレコーズ） / 作詞・作曲：野田洋次郎